# Stiftung phönikks
Die gemeinnützige Stiftung phönikks – Krebsberatung für Familien ist eine rechtsfähige Stiftung des bürgerlichen Rechts mit Sitz in Hamburg.

## Stiftungszweck
Schwerpunkt der Stiftung ist die psychosoziale Hilfe für Familien, in denen Angehörige an Krebs erkrankt sind. Die Stiftung phönikks betreibt dazu eine Beratungsstelle in Hamburg. Gemeinsam mit den Familien entwickeln die phönikks-Therapeuten Lösungsmöglichkeiten und Bewältigungsstrategien für den Umgang mit der Erkrankung. Seit 2017 wird hierbei die systemische Familientherapie angewendet.

## Geschichte
Die Stiftung wurde 1986 von Christl Rehmenklau-Bremer gegründet und im Februar 1988 von der Stiftungsaufsicht anerkannt. 1989 wurde die Beratungsstelle eröffnet und für zwei Jahre mit Mitteln der Deutschen Krebshilfe finanziert. Danach erhielt die Stiftung keine öffentlichen Zuwendungen mehr und finanziert sich seitdem ausschließlich aus Spenden. 
Auf Anregung des Universitätsklinikums Hamburg-Eppendorf (UKE) wurde die Satzung 1991 erweitert, damit auch junge erwachsene Krebspatienten vom Betreuungsangebot profitieren konnten. 1993 erfolgte eine Neuausrichtung des Beratungskonzepts, das sich zukünftig an einem psychologisch-psychotherapeutischen Behandlungsprofil orientierte. Die Deutsche Krebshilfe bewilligte 1999 Forschungsgelder für eine Evaluations- und Qualitätssicherungsstudie. In Kooperation mit dem UKE fanden die ersten Elternabende und Geschwistertage statt. Die größte Klientengruppe sind Familien, in denen ein Elternteil an Krebs erkrankt ist. 2001 erfolgte daher die Umbenennung in die Bezeichnung "Familien leben – mit Krebs".
2004 führte phönikks eine Lebensqualitätsstudie bei Kindern und Erwachsenen durch, die auch die Belastungen der Trauernden dokumentierte. Die Evaluationsstudie belegte Lebensqualitätssteigerung und Langzeiteffekte. Der Hamburger Senat und die Krankenkassen lehnten dennoch eine finanzielle Unterstützung ab.
Die räumliche und finanzielle Situation der Stiftung ließ trotz wachsender Wartelisten für Therapieplätze keinen weiteren Ausbau zu.
2012 bezog phönikks gemeinsam mit der BürgerStiftung Hamburg in der Hamburger Innenstadt ein Stiftungshaus.
2013 wurde die Musiktherapie für Kinder im Alter von zwei bis sechs Jahren eingeführt. Die Musik hilft den Kleinsten, belastende Themen und Lebenssituationen zu bewältigen.
2015 übergab Christl Bremer die Rolle des geschäftsführenden Vorstands an Beatrice Züll.
Seit 2017 entwickelt sich die Beratung zunehmend in Richtung der systemischen Familientherapie.
Im Herbst 2020 trat mit Regina Rumey-Wohsmann erstmals eine Therapeutin in den phönikks-Vorstand ein. Sie wurde im November 2020 zweiter Geschäftsführender Vorstand der Stiftung.
Ende 2023 schied Beatrice Züll als geschäftsführender Vorstand aus. Ihre Position übernahm Niklas Mirbach, der sein Amt im Januar 2025 an Johannes Jakob übergab.

## Auszeichnungen

### Für die Stiftung
- Emmele-Toepfer-Preis
- „Hamburger des Jahres“ in der Kategorie „Soziales Engagement“
- Nachsorgepreis der Deutschen Kinderkrebsnachsorge
- Hamburger Bürgerpreis der CDU Hamburg
- Norddeutscher Stiftungspreis
- 3. Platz des Hamburger Stiftungspreises[3]

### Für Christl Bremer
- Freiherr-vom-Stein-Medaille
- Bundesverdienstkreuz am Bande
- Portugaleser in Silber.